# Želva stepní
Želva stepní (Testudo horsfieldii), též želva čtyřprstá, patří k často chovaným druhům želv. Její domov leží na západním okraji Asie.

## Popis
Želvu stepní lze identifikovat podle takřka okrouhlého a na vrcholu plochého karapaxu. Dalším typickým znakem je písková barva karapaxu s výraznými černými znaky. Samička dorůstá asi 20 cm, sameček 16 cm. Její hmotnosti může být až 2 kg. Samička je oproti samci větší a má kratší ocas. Oproti balkánským želvám jako jsou želva zelenavá (Testudo hermanni) a želva žlutohnědá (Testudo graeca) je širší a plošší, zbarvení karapaxu je světlejší a na předních končetinách má pouze čtyři prsty s drápky (balkánské druhy pět prstů). Je aktivní ve dne, je velmi čilá, výborně hrabe a dosti obratně šplhá. Samci jsou agresivní vůči samcům jiných druhů želv, i v případě, že jsou třikrát větší.
Od balkánských druhů se liší i způsobem života. Je aktivnější při nižších teplotách, odolnější vůči rachitidě a mnohem lépe hrabe. V přírodě hrabe podzemní chodby dlouhé až 12 m, proto musí být její venkovní výběh dobře zajištěn proti podhrabání.

## Potrava
Patří mezi býložravce, hlavní potravou této želvy jsou tedy rostliny (takřka výhradně listy, plody a květy), například listy smetanky lékařské, sušené byliny, salát, jablka, jahody, jetel, jitrocel, růže, meloun, nejrůznější druhy pícnin, ale také i hmyz. Čím je strava pestřejší, tím lépe, kvůli potřebným vitamínům a minerálům.

## Reprodukce

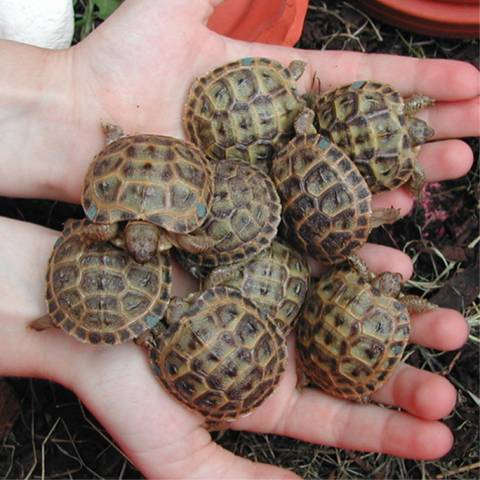
Mladé želvy čtyřprsté

Samečkovy námluvy se projevují kýváním hlavou a kroužením okolo samičky. Když samečkovi samička přestane utíkat, nastane páření. Pohlavní dospělosti dosahují tyto želvy mezi osmým a desátým rokem. Samice snáší vejce na přelomu května a června často po jednom s přestávkami dlouhými i několik dnů. Vejce jsou velká 4–5 x 2,5–3,5 cm. Snáší 2 až 8 vajec do předem vyhloubené jamky. Mláďata se líhnou po 80–110 dnech, zůstanou tedy spát v zemi a vylézají až následující jaro.

## Výskyt
Pochází z Asie. Je nejodolnějším druhem suchozemské želvy, její nejsevernější přirozený výskyt je v Novokujbyševsku, v Rusku na Volze. Obývá oblast na východ od Kaspického moře, státy Írán, Afghánistán, Kazachstán, Turkmenistán a Pákistán, kde žije v pohořích a pouštích. Přirozeným prostředím jsou pro ni volné stepi místy s kamením, se suchou jílovitou a písčitou půdou a řídkými porosty trávy a keřů. Místa, kde je mnoho slunce a jen občasný stín. Je to vysloveně pouštní želva, která nesnáší vlhko a chladno.